# Eois nympha
Eois nympha är en fjärilsart som beskrevs av William Schaus 1912. Eois nympha ingår i släktet Eois och familjen mätare. Inga underarter finns listade i Catalogue of Life.